# گابلت درام
گابلت درام (همچنین درام جام، داربوکا، تنبک عربی مصری: دربوکة / ALA-LC: darbūkah) یک ساز ضربی عربی تک سر است با یک بنهٔ جام شکل، که عمدتاً در مصر و همچنین در بخش‌هایی از خاورمیانه، شمال آفریقا، جنوب آسیا، و شرق اروپا استفاده می‌شود.

## نگارخانه

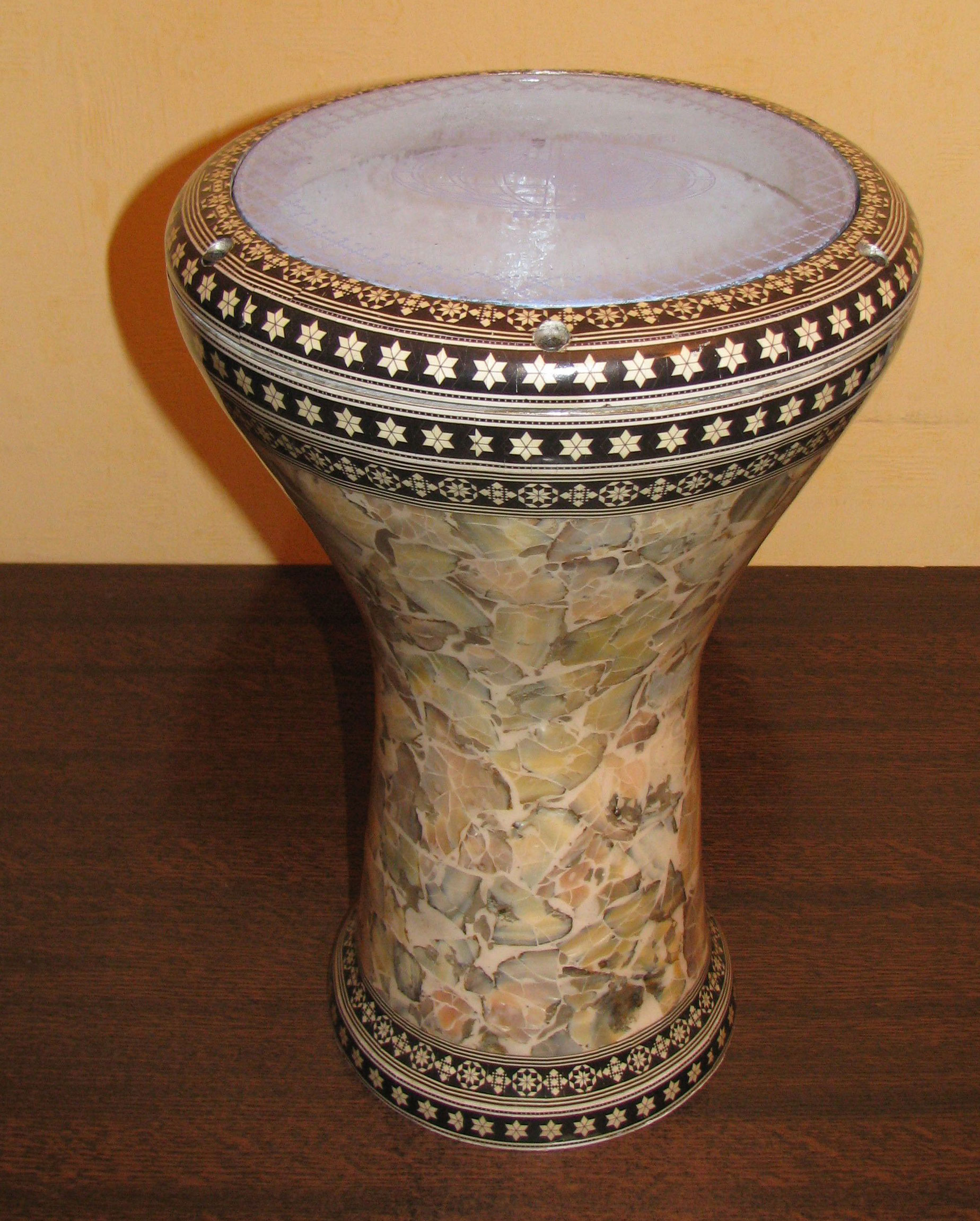
زبانه مصری
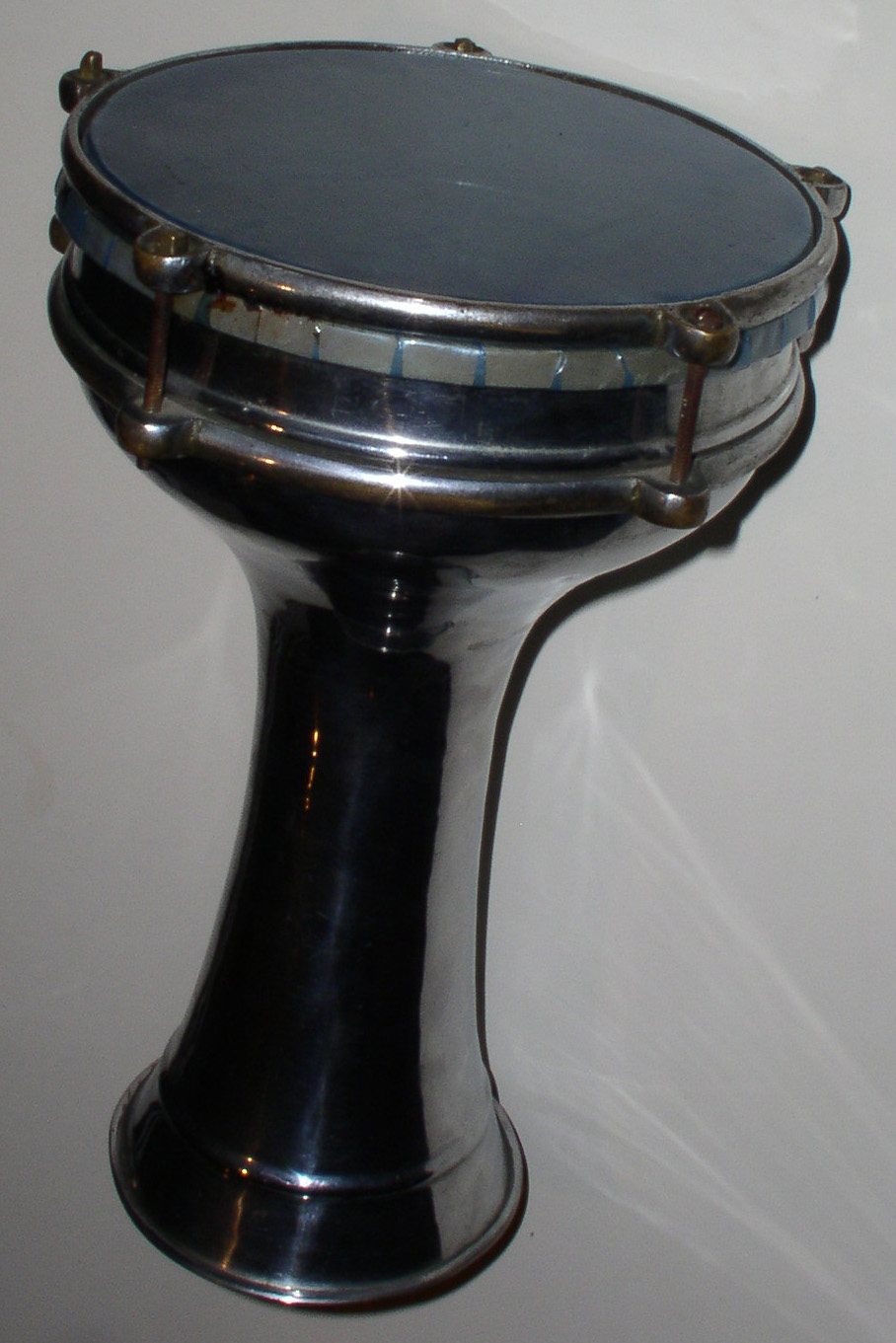
داربوکا ترکی
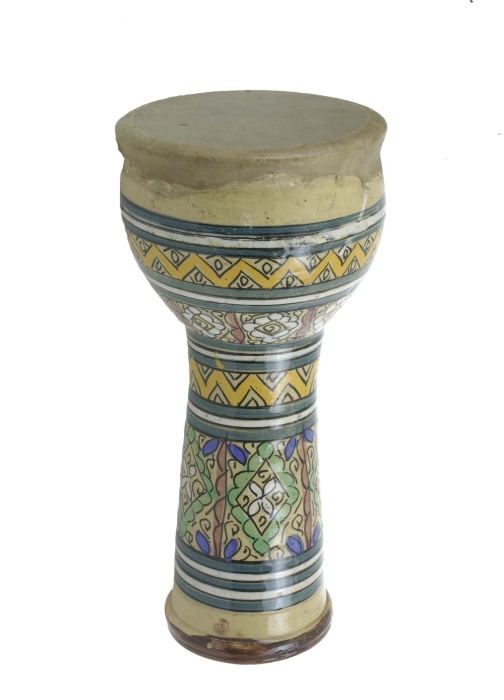
تاجیای مراکش
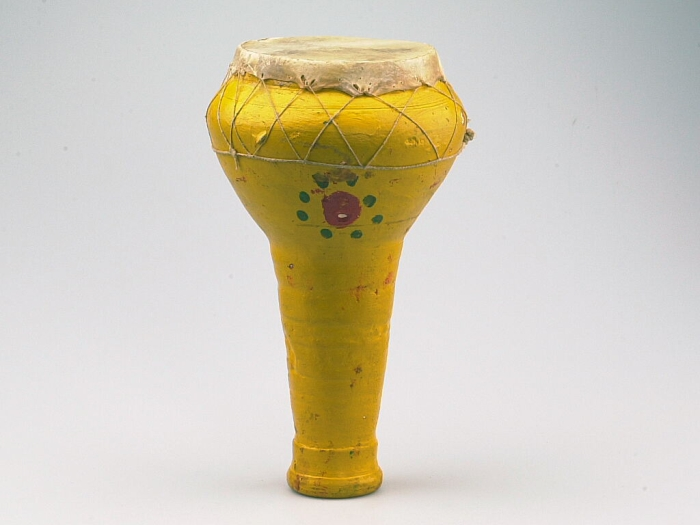
داربیکا لیبی
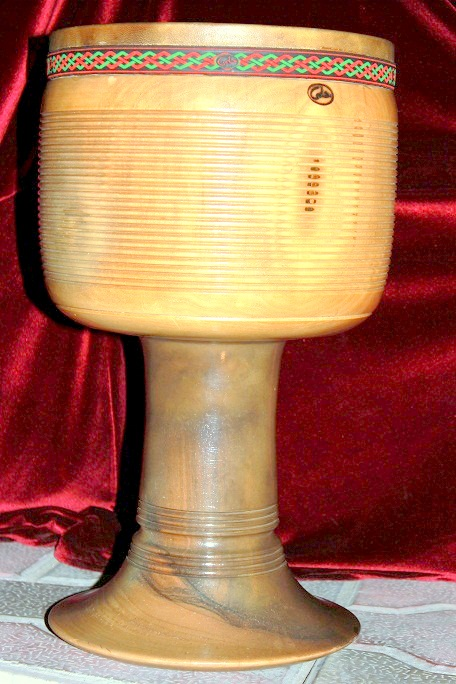
تنبک ایرانی یا فارسی یا ضرب
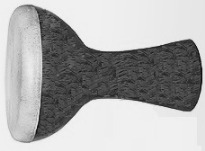
تومبناکار کشمیری
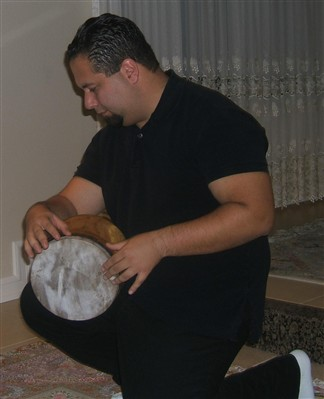
مرد درحال نواختن تنبک
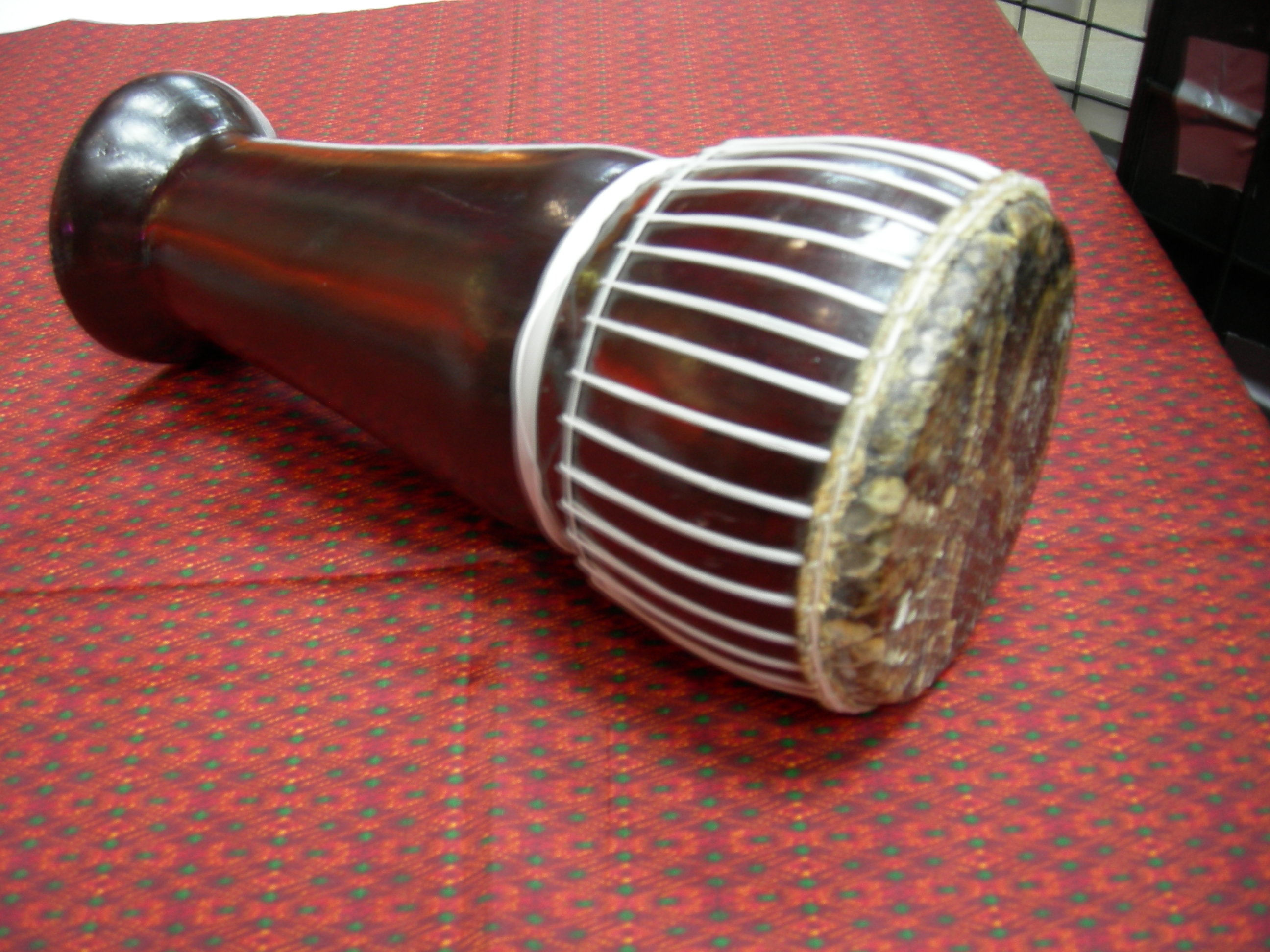
دم اسکی کامبوج ، همچنین به اسکاک اراکی معروف است. این کوچکتر از دو درام دستبند کامبوج است ، دیگری به نام skor chiyiyam (خمر: ស្គរឆៃយ៉ាំ).